# 南衣伶夏
南 衣伶夏（みなみ えれな、2001年8月9日 - ）は日本の女性グラビアモデル、女性アイドルグループKAIJU ON THE STAGEのメンバーで、Jamsqwhat、BUGSMART、キャンディzooの元メンバー。
東京都出身、RIZEプロダクション所属。

## 経歴
デビュー当時はアイドルグループの「mia∝Bignca」に所属。その後、濱口優プロデュースアイドルチーム Performance idol league未来Stage whiteに所属していた。
2019年4月5日、4代目なぎさイメージガールに就任。
同年4月23日、イースタン・リーグの北海道日本ハムファイターズ対埼玉西武ライオンズ戦（ファイターズ鎌ケ谷スタジアム）で始球式を務めた。
同年の8月9日なぎさイメージガールとして、江の島東浜海水浴場1日親善大使を務めた。
2021年8月5日、アイドルグループキャンディzooに加入。
2022年3月23日、キャンディzoo解散。
同年4月12日、5月12日にデビューするBUGSMARTのメンバーになることが発表され、芸名も夏弓えれなに改名した。
9月5日、同月30日でBUGSMARTを卒業することを発表。
2023年10月5日、Jamsqwhatのメンバーとなることを発表。
2024年7月4日、「南雲えれな」としてKAIJU ON THE STAGEのメンバーとなる。

## 人物
趣味はコスプレ。特技はダンス。

## 出演

### 雑誌
- 週刊プレイボーイ44号（2019年10月21日）[11]